# 岡崎ちなみ
岡崎 ちなみ（岡﨑 ちなみ、おかざき ちなみ、1992年5月28日 - ）は、日本の女性ファッションモデル、タレント、アイドル。AKS→スパイラルジャパン→TWIN PLANET
TP-SATELLITE（東京）。2018年TP-SATELLITE所属を期に芸名を岡﨑ちなみに戻す。SHOWROOM内事務所イベントにてアイドルグループ「かわいい娘には旅させ隊」を結成した。
元AKB48研究生（11期生）→元ねがいごとメンバー→かわいい娘には旅させ隊→DREAMING MONSTER。

## 出演

### テレビ
- 所さんの目がテン!（2012年2月、日本テレビ）[2]
- 今夜くらべてみました（2012年8月、日本テレビ）[3]

### CM
- エッセンシャル（2012年8月、花王）[4]
- google（2013年4月）

### MUSIC VIDEO
- ボクでいいよね〜愛のうた（LGYankees）[5]
- キミのとなりで…feat.中村舞子（Sunya）[6]
- ずっと、ずっと2人で…feat.菅原紗由理（Sunya）[7]

### ネット配信
- ゲータレード ラン（2012年4月、サントリー）[8]
- ファッションサイトluv courrierレギュラーモデル（2012年5月 - 、イー・ビー・エス） [9]
- マイナビ就活生の必勝マニュアル（2012年10月、マイナビ）

### ファッションショー
- 『UNIVERSAL BREAK COLLECTION at 赤坂BLITZ』（2013年2月）

### 映画
- これから少女たちは（2012年7月） - ヤスコ 役